# تاتش (مسلسل تلفزيوني)
تاتش (بالإنجليزية: Touch؛ يترجم كـ « ترابط»)‏ هو مسلسل أمريكي درامي تلفزيوني والذي عرض على شبكة فوكس التلفزيونية من 25 يناير 2012 إلى 10 مايو 2013. أنتج تيم كرينغ السلسلة وقام ببطولتها كيفر ساذرلاند. وبث أول موسم له بانتظام اعتباراً من يوم الخميس 22 مارس 2012. وعدد حلقات الموسم الأول ثلاثة عشر حلقة، وكذالك الموسم الثاني بثت الحلقة الاخيرة من الموسم الأول في الخميس 31 مايو، 2012 ، جدد تلفزيون فوكس عرض الموسم الثاني في 8 فبراير 2013.
في 10 مايو 2013، اوقفا فوكس المسلس بعد موسمين. يعرض المسلسل في الشرق الأوسط منذ 2015 على قناة إم بي سي أكشن.

## روابط خارجية
- مسلسل مرتبط على موقع IMDb (الإنجليزية)
- مسلسل مرتبط على موقع ميتاكريتيك (الإنجليزية)
- مسلسل مرتبط على موقع الموسوعة البريطانية (الإنجليزية)
- مسلسل مرتبط على موقع روتن توميتوز (الإنجليزية)
- مسلسل مرتبط على موقع نتفليكس (الإنجليزية)
- مسلسل مرتبط على موقع كينوبويسك (الروسية)
- مسلسل مرتبط على موقع ألو سيني (الفرنسية)
- مسلسل مرتبط على موقع قاعدة بيانات الفيلم (الإنجليزية)